# Comté de Florence (Wisconsin)
Pour les articles homonymes, voir comté de Florence.
Le comté de Florence est un comté situé dans l'État du Wisconsin aux États-Unis. Son siège est Florence. Selon le recensement de 2000, sa population était de 5 088 habitants.